# Gare de Saint-Junien
Gare de Saint-Junien – stacja kolejowa w Saint-Junien, w departamencie Haute-Vienne, w regionie Nowa Akwitania, we Francji. Jest zarządzana przez SNCF (budynek dworca) i przez RFF (infrastruktura).
Stacja jest obsługiwana przez pociągi TER Limousin. Podróż pociągiem do Limoges trwa od 30 do 40 minut, a do Angoulême od 1h od 1h 20 min.

## Linie kolejowe
- Limoges – Angoulême